# Pigiami (commedia)
Pigiami è una commedia teatrale scritta e diretta da Nino D'Introna, Graziano Melano e Giacomo Ravicchio nel 1983. Per diversi anni è stata interpretata dagli stessi D'Introna e Ravicchio, che hanno poi ceduto i propri ruoli ad Alessandro Pisci e Pasquale Buonarota nel 1994.
Lo spettacolo è stato presentato e replicato in varie nazioni del mondo, ottenendo diversi riconoscimenti fra cui il premio come miglior rappresentazione teatrale al Giffoni Film Festival nel 2003.

## Trama
Rincasato dopo una lunga giornata di lavoro, un uomo adulto si spoglia dei suoi abiti formali e indossa il pigiama, pronto ad andare a letto; pian piano però la svestizione si trasforma in un'attività ludica che lo riporta all'infanzia. L'entrata in scena di un altro adulto, anche lui in pigiama, porta i due personaggi a stringere amicizia, rendendosi partecipi vicendevolmente dei propri giochi. Le scarpe, le calze, i pantaloni e tutti gli oggetti banali che popolano la stanza divengono, grazie a dei voli fantasiosi dei protagonisti, strumenti adeguati a sviluppare delle storie immaginarie.